# Municipio de Upper (condado de Crawford)
El municipio de Upper (en inglés: Upper Township) es un municipio ubicado en el condado de Crawford en el estado estadounidense de Arkansas. En el año 2010 tenía una población de 136 habitantes y una densidad poblacional de 2,31 personas por km².

## Geografía
El municipio de Upper se encuentra ubicado en las coordenadas 35°42′45″N 94°15′32″O / 35.71250, -94.25889. Según la Oficina del Censo de los Estados Unidos, el municipio tiene una superficie total de 58.85 km², de la cual 58,85 km² corresponden a tierra firme y (0 %) 0 km² es agua.

## Demografía
Según el censo de 2010, había 136 personas residiendo en el municipio de Upper. La densidad de población era de 2,31 hab./km². De los 136 habitantes, el municipio de Upper estaba compuesto por el 96,32 % blancos, el 2,21 % eran amerindios y el 1,47 % eran de una mezcla de razas. Del total de la población el 2,21 % eran hispanos o latinos de cualquier raza.